# Марабу яванський
Марабу яванський (Leptoptilos javanicus) — вид птахів родини лелекових (Ciconiidae).

## Поширення і чисельність
Вид поширений в Південній та Південно-Східній Азії. Трапляється в Індії (по всій країні, переважно в Ассамі, до 2000 птахів), Шрі-Ланці, Непалі (до 700 птахів), Бангладеш (близько 20 гніздових птахів та негніздові птахи в сундарбані), Бутані (вперше зафіксований у 2005 році), М'янмі (250—400 птахів у прибережних мангрових лісах та внутрішніх болотах), Малайзії (континентальна частина і Борнео, близько 500 птахів), Камбоджі (1500-3500 гніздових пар, тобто до 7000 птахів), Індонезії (Суматра, Ява, Калімантан, близько 2000 птахів). Поодинокі зустрічі зафіксовані в Лаосі, Брунеї, В'єтнамі і Таїланді. Вимер в Сінгапурі та Китаї. Населяє мангрові узбережжя, солончакові болота, озера і затоплювані припливом галявини.

## Опис
Великий птах, заввишки 110—120 см, вагою 5 кг і розмахом крил 210 см. Спина і крила чорні, нижня частина тіла біла. Голова і шия з рідкісними пір'їнами, майже лисі, сіро-бежевого забарвлення. Дзьоб блідий, довгий і міцний. Ноги темно-сірі.

## Спосіб життя
Гніздиться на болотах та інших заболочених місцях тропічних рівнин. Він будує гніздо з гілок на деревах. Часто утворює невеликі колонії. У гнізді три-п'ять яєць. Висиджують яйця і виховують пташенят обоє батьків. Живиться, в основному, жабами та великими комахами, а також пташенятами, ящірками та гризунами. Також живиться падлом.